# Campeonato de Apertura 1963 (Perú)
El Campeonato de Apertura 1963 fue la decimoctava edición de este torneo donde participaron los cuatro mejores equipos del Campeonato Peruano de Fútbol de 1962. El campeón fue Alianza Lima. La organización correspondía a la Asociación Central de Fútbol (ACF), antigua denominación de la actual Asociación Deportiva de Fútbol Profesional (ADFP).

## Formato
El torneo se jugó en un sistema de todos contra todos a una sola rueda y se otorgaba dos puntos por partido ganado, un punto por partido empatado y ninguno por partido perdido. El campeón sería el que más puntos acumule, en caso de igualdad de puntos se jugaba un partido de desempate por el título.

## Equipos participantes
| Club                      | Vía de clasificación                                |
| ------------------------- | --------------------------------------------------- |
| Alianza Lima              | Campeón del Campeonato Peruano de Fútbol de 1962    |
| Sporting Cristal          | Subcampeón del Campeonato Peruano de Fútbol de 1962 |
| Universitario de Deportes | Tercero del Campeonato Peruano de Fútbol de 1962    |
| Centro Iqueño             | Cuarto del Campeonato Peruano de Fútbol de 1962     |

## Partidos
1ª ronda
| Fecha               | Lugar                    |                           | Resultado |               |
| ------------------- | ------------------------ | ------------------------- | --------- | ------------- |
| 23 de junio de 1963 | Antiguo Estadio Nacional | Universitario de Deportes | 1-1       | Centro Iqueño |
| 23 de junio de 1963 | Antiguo Estadio Nacional | Sporting Cristal          | 1-2       | Alianza Lima  |

 2ª ronda
| Fecha              | Lugar                    |                           | Resultado |                  |
| ------------------ | ------------------------ | ------------------------- | --------- | ---------------- |
| 7 de julio de 1963 | Antiguo Estadio Nacional | Universitario de Deportes | 2-3       | Sporting Cristal |
| 7 de julio de 1963 | Antiguo Estadio Nacional | Centro Iqueño             | 0-3       | Alianza Lima     |

 3ª ronda
| Fecha               | Lugar                    |                  | Resultado |                           |
| ------------------- | ------------------------ | ---------------- | --------- | ------------------------- |
| 14 de julio de 1963 | Antiguo Estadio Nacional | Sporting Cristal | ¿-?       | Centro Iqueño             |
| 14 de julio de 1963 | Antiguo Estadio Nacional | Alianza Lima     | 1–0       | Universitario de Deportes |

## Tabla de posiciones
| Pos. | Equipo                    | PJ | PG | PE | PP | GF | GC | Dif. | Puntos |
| ---- | ------------------------- | -- | -- | -- | -- | -- | -- | ---- | ------ |
| 1°   | Alianza Lima              | 3  | ?  | ?  | ?  | ?  | ?  | ?    | ?      |
| 2°   | Sporting Cristal          | 3  | ?  | ?  | ?  | ?  | ?  | ?    | ?      |
| 3°   | Centro Iqueño             | 3  | ?  | ?  | ?  | ?  | ?  | ?    | ?      |
| 4°   | Universitario de Deportes | 3  | 0  | 1  | 2  | 3  | 5  | -2   | 1      |

|                                |
| Campeón Campeonato de Apertura |
| Alianza Lima 6.to título       |